# Miou-Miou
Pour les articles homonymes, voir Herry (homonymie).
Sylvette Herry, dite Miou-Miou, est une actrice française, née le 22 février 1950 dans le 11e arrondissement de Paris.
Ses choix artistiques lui permettent d'interpréter tous types de rôles éclectiques, depuis les personnages dramatiques jusqu'aux personnalités de la comédie légère. Parmi ses films les plus notables on distingue par ordre chronologique, Les Valseuses de Bertrand Blier, La Dérobade de Daniel Duval, La Femme flic d'Yves Boisset, Coup de foudre de Diane Kurys, Tenue de soirée de Bertrand Blier, La Lectrice de Michel Deville, Milou en mai de Louis Malle, La Totale ! de Claude Zidi, Germinal de Claude Berri ou encore Mariages ! de Valérie Guignabodet.
Elle a été nommée dix fois au César de la meilleure actrice et l'a emporté une fois en 1980, pour le film La Dérobade.
Miou-Miou est la mère d'Angèle Herry, dont le père est Patrick Dewaere, et de Jeanne Herry, dont le père est Julien Clerc.

## Biographie

### Enfance, famille et formation
Sylvette Herry naît le 22 février 1950 dans le 11e arrondissement de Paris,. D'origine bretonne, les grands-parents de Sylvette Herry vivaient à Plouénan près de Morlaix dans le Finistère.
Son père est gardien de la paix de la préfecture de police de Paris et sa mère travaille aux Halles.
À seize ans, pour pouvoir travailler et devenir autonome, elle commence un CAP en tapisserie,.

### Carrière

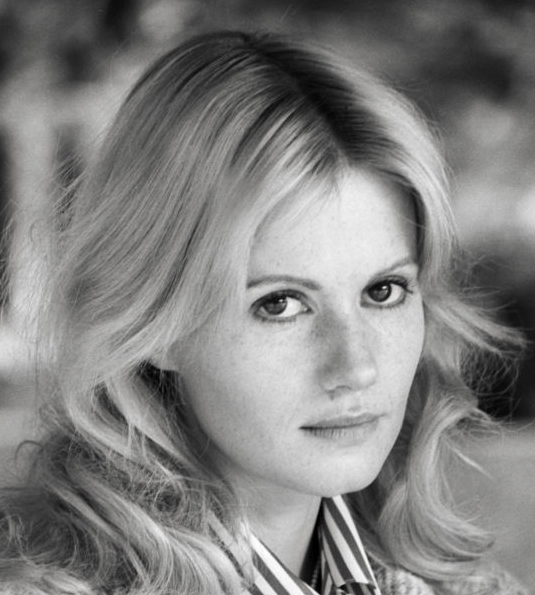
L'actrice sur le tournage de La Marche triomphale, en 1975.

Elle débute au Café de la Gare et son nom de scène provient d'une phrase de Coluche ; agacé parce qu'elle se réfugie régulièrement dans une sorte de « tristesse molle », il lui dit qu'elle est « toute miou-miou, toute gnangnan ». Au début des années 1970, elle pose dans plusieurs romans-photos de Hara-Kiri, tout en faisant ses débuts au cinéma.
En 1973 elle participe à diverses comédies, signées Georges Lautner (Quelques messieurs trop tranquilles) ou Gérard Oury dans le film Les Aventures de Rabbi Jacob (où elle incarne notamment la fille de Louis de Funès) qui remporte un grand succès populaire. Elle tient également un rôle de second plan dans Les Granges brûlées de Jean Chapot aux côtés d'Alain Delon et de Simone Signoret.
Le film Les Valseuses de Bertrand Blier, sorti en France en 1974, lui permet d'accéder au vedettariat, tout comme ses partenaires Patrick Dewaere et Gérard Depardieu. Par son approche désinvolte et assez crue, le film suscite la controverse, mais le succès est au rendez-vous.

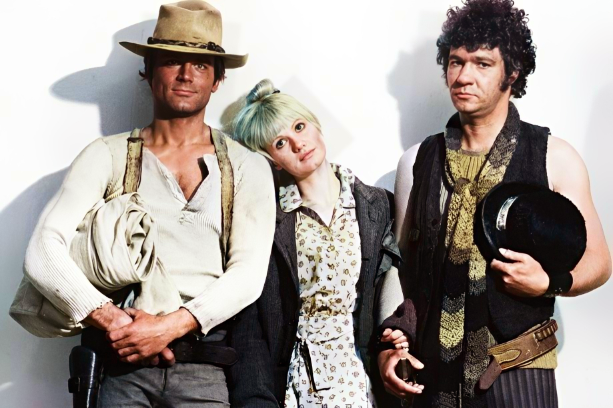
Aux côtés de Terence Hill et Robert Charlebois en Italie, pour le film Un génie, deux associés, une cloche, en 1975.

À la suite des Valseuses, Miou-Miou alterne cinéma populaire et cinéma d'auteur. Pour la comédie, on peut la voir en 1975 dans plusieurs longs-métrages de Georges Lautner comme Pas de problème ! ou On aura tout vu ainsi que dans le western spaghetti Un génie, deux associés, une cloche, produit par Sergio Leone. Ultérieurement, elle va tourner pour Jacques Doillon, Bertrand Blier, Maurice Dugowson, Marco Bellocchio, Alain Tanner...

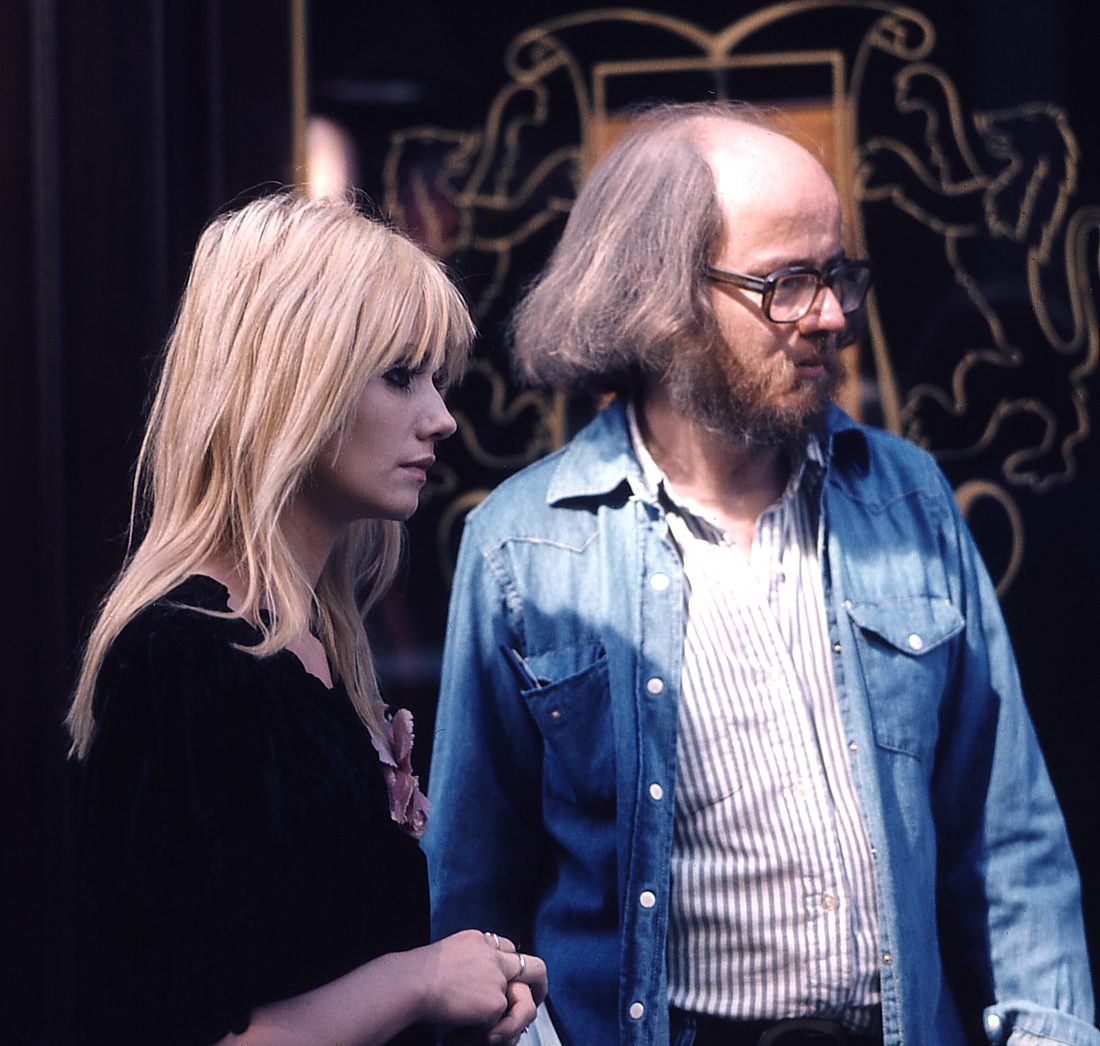
Miou-Miou avec Jean-Pierre Blanc, sur le tournage de D'amour et d'eau fraîche.

En 1977, elle retrouve Depardieu dans Dites-lui que je l'aime de Claude Miller. Deux ans plus tard, elle incarne une prostituée voulant s'affranchir de son proxénète dans La Dérobade, un rôle pour lequel elle obtient le César de la meilleure actrice. L'année suivante, elle est l'une des premières actrices à incarner un inspecteur de police dans La Femme flic d'Yves Boisset.
En 1983, avec Isabelle Huppert, elle joue un des rôles principaux du film Coup de foudre,  œuvre à saveur autobiographique réalisée par Diane Kurys.
En 1986, elle retrouve Bertrand Blier pour Tenue de soirée, un film qui renoue avec l'esprit des Valseuses. Deux ans plus tard, elle tient le rôle principal de la comédie de mœurs La Lectrice de Michel Deville.
Actrice de premier plan du cinéma français, elle poursuit sa carrière, entre premiers et seconds rôles, fidèle à la ligne de ses débuts, alternant comédies et drames, aussi à l'aise chez Louis Malle ou Claude Berri que chez Claude Zidi ou encore Yves Robert.
Début 2004, elle apparaît à la télévision dans la mini-série Ambre a disparu de Denys Granier-Deferre.
Bien qu'elle ait été nommée dix fois pour le César de la meilleure actrice, Miou-Miou n'a jamais participé à la cérémonie des Césars, ni recherché quelque honneur, déclarant : « Les César, j'y vais jamais ; les honneurs, je m'en fous ».
En 2023, elle participe au film dramatique Je verrai toujours vos visages écrit et réalisé par Jeanne Herry qui dépasse le million d'entrées en France. Elle est nommée à la suite au César de la meilleure actrice dans un second rôle de 2024.

### Vie privée
Au tout début du café-théâtre Café de la Gare en 1969, Miou-Miou est la compagne de Coluche, puis celle de l'acteur Patrick Dewaere. Ensemble, ils donnent naissance à une fille, Angèle Herry, laquelle voit le jour le 13 août 1974.
À l'été 1975, Miou-Miou vient d'être choisie pour le tournage du film D'amour et d'eau fraîche  ; elle tente sans succès d'imposer Patrick Dewaere pour le premier rôle. Mais le réalisateur Jean-Pierre Blanc refuse et engage le chanteur Julien Clerc comme vedette principale, bien qu'il n'ait aucune expérience d'acteur. Ce dernier séduit sa partenaire, ce qui amène l'actrice à rompre avec Dewaere, lequel ira jusqu'à « casser la figure » du chanteur durant le tournage. Le tournage du film suivant, F… comme Fairbanks, est éprouvant et mouvementé car elle partage l'affiche avec Patrick Dewaere, qu'elle vient de quitter.
Dans la chanson Ma préférence (1978) écrite par Jean-Loup Dabadie, le chanteur fait allusion à Miou-Miou,  bien qu'à l'époque, Clerc n'ait pas encore révélé publiquement leur relation.
En 1978 avec Julien Clerc, elle donne naissance à une deuxième fille, Jeanne Herry, laquelle va devenir actrice puis réalisatrice et scénariste.
En 1981, Miou-Miou et Julien Clerc se séparent, quelques mois avant le suicide de Patrick Dewaere. En 1992, soit dix ans après la mort de Patrick Dewaere, sa fille Angèle est officiellement adoptée, à sa majorité civile, par Julien Clerc.
À partir de 1998, l'actrice partage sa vie avec le romancier Jean Teulé, jusqu'à la mort de ce dernier, en octobre 2022.

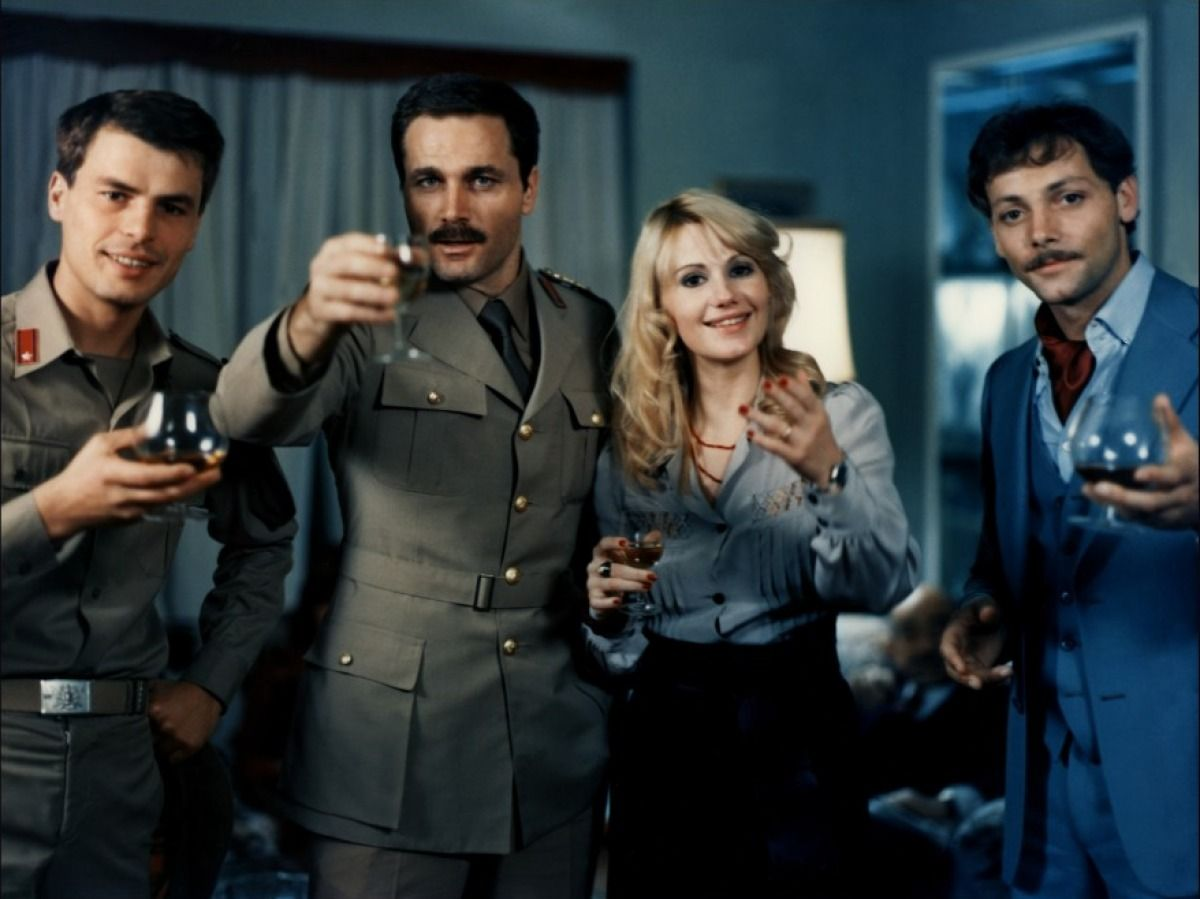
À droite de la photo, son compagnon Patrick Dewaere et père de sa première fille, sur le tournage de La Marche triomphale, en 1975.
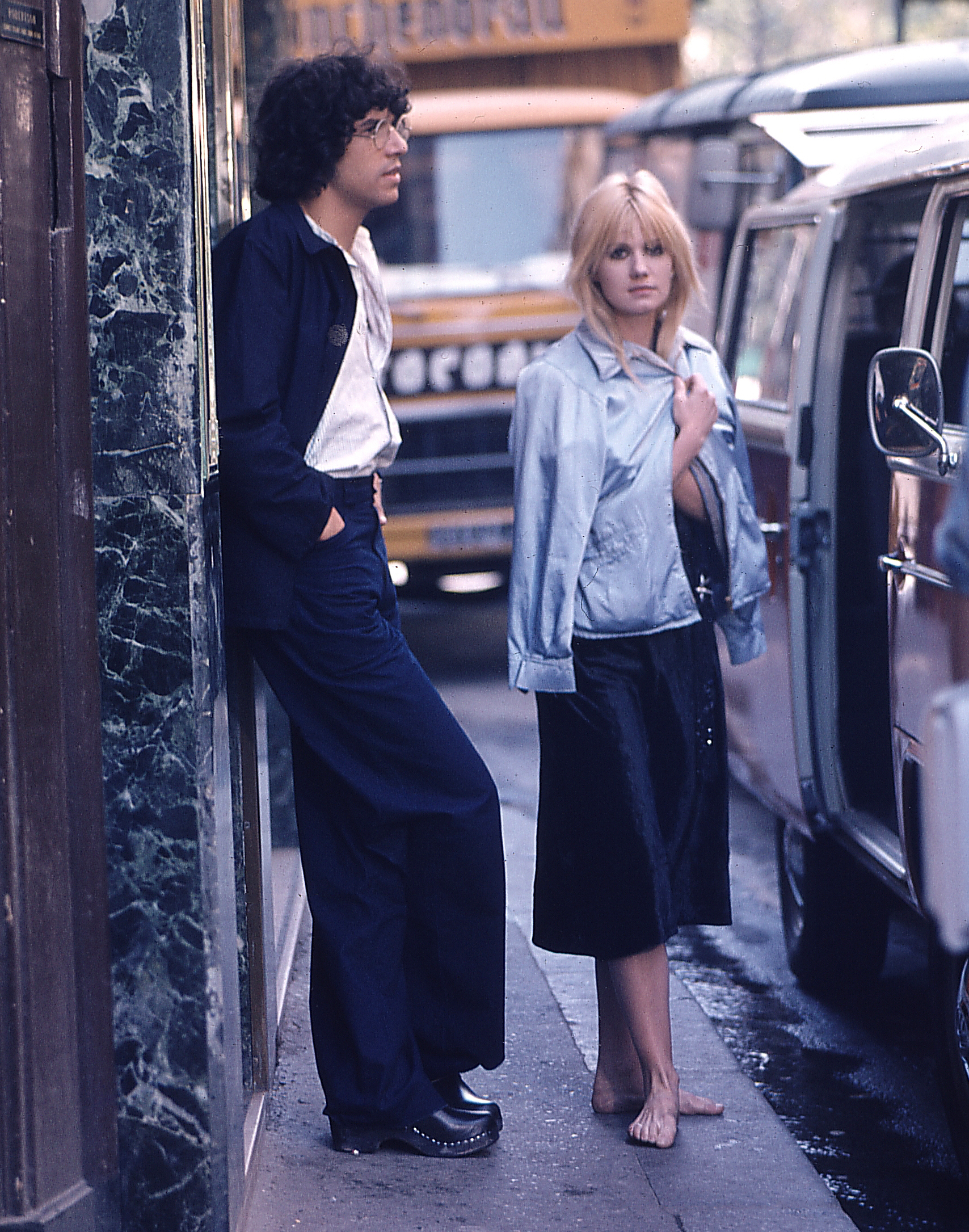
Miou-Miou et Julien Clerc en 1975 lors du tournage du film D'amour et d'eau fraîche.
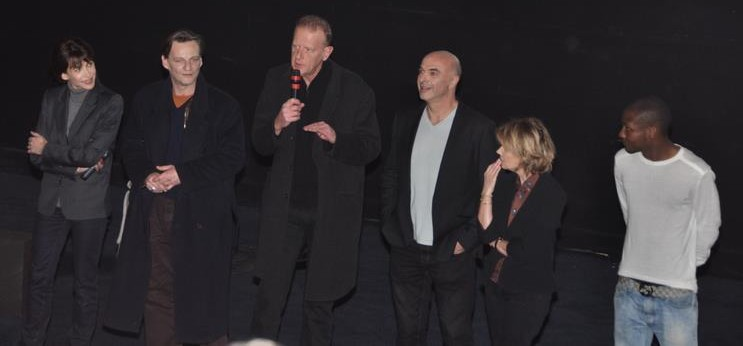
Miou-Miou et son compagnon Jean Teulé en 2013 pour la présentation du film Arrêtez-moi.

## Théâtre
Sauf indication contraire ou complémentaire, les informations mentionnées dans cette section peuvent être confirmées par la base de données Les Archives du spectacle.
- 1969 : Des boulons dans mon yaourt de la troupe du Café de la Gare, mise en scène Romain Bouteille
- 1969 : Jaune devant, marron derrière de Romain Bouteille, mise en scène Romain Bouteille, Café de la Gare
- 1971 : Robin des quoi ? de la troupe du Café de la Gare, mise en scène Romain Bouteille
- 1985 : La Musica de Marguerite Duras, mise en scène Marguerite Duras, théâtre du Rond-Point
- 1989 : Andromaque de Racine, mise en scène Roger Planchon, TNP Villeurbanne
- 2000 : Le Voyage au Luxembourg de Jean-Marie Laclavetine, mise en scène de l'auteur, théâtre national de Chaillot
- 2002 : Les Aventures de Sœur Solange de Bruno Boëglin, mise en scène de l'auteur, théâtre des Abbesses
- 2003 : Marciel hallucine de Marc Hollogne, mise en scène de l'auteur, Bataclan
- 2011 : L'Amour, la Mort, les Fringues de Nora et Delia Ephron, mise en scène Danièle Thompson, théâtre Marigny
- 2015 : Des gens biens de David Lindsay-Abaire, mise en scène Anne Bourgeois, théâtre Hébertot

## Filmographie
Sauf indication contraire, les informations mentionnées dans cette section peuvent être confirmées par les bases de données cinématographiques IMDb et Allociné,  présentes dans la section « Liens externes ».

### Cinéma

#### Années 1970
- 1971 : La Vie sentimentale de Georges le tueur de Daniel Berger (court-métrage)
- 1971 : La Cavale de Michel Mitrani : Petit Écureuil
- 1973 : Quelques messieurs trop tranquilles de Georges Lautner : Anita
- 1973 : Elle court, elle court la banlieue de Gérard Pirès : l'assistante du dentiste
- 1973 : L'An 01 de Jacques Doillon : la femme qui se réveille à 6 heures
- 1973 : Themroc de Claude Faraldo : la jeune voisine
- 1973 : Les Granges brûlées de Jean Chapot : Monique
- 1973 : Les Aventures de Rabbi Jacob de Gérard Oury : Antoinette Pivert
- 1974 : Les Valseuses de Bertrand Blier : Marie-Ange
- 1974 : Tendre Dracula de Pierre Grunstein : Marie
- 1975 : Lily aime-moi de Maurice Dugowson : la fille dans le café
- 1975 : Pas de problème ! de Georges Lautner : Anita Boucher
- 1975 : Un génie, deux associés, une cloche (Un genio, due compari, un pollo) de Damiano Damiani : Lucy
- 1976 : Portrait de province en rouge (Al piacere di rivederla) de Marco Leto : Patrizia
- 1976 : La Marche triomphale (Marcia trionfale) de Marco Bellocchio : Rosanna
- 1976 : D'amour et d'eau fraîche de Jean-Pierre Blanc : Rita Gonzalez
- 1976 : F… comme Fairbanks de Maurice Dugowson : Marie
- 1976 : On aura tout vu de Georges Lautner : Christine
- 1976 : Jonas qui aura 25 ans en l'an 2000 d'Alain Tanner : Marie
- 1977 : Dites-lui que je l'aime de Claude Miller : Juliette
- 1978 : Les Routes du sud de Joseph Losey : Julia
- 1979 : Le Grand Embouteillage (L'ingorgo - Una storia impossibile) de Luigi Comencini : Angela
- 1979 : Au revoir... à lundi de Maurice Dugowson : Nicole
- 1979 : La Dérobade de Daniel Duval : Marie

#### Années 1980
- 1980 : La Femme flic d'Yves Boisset : inspecteur Corinne Levasseur
- 1981 : Est-ce bien raisonnable ? de Georges Lautner : Julie Boucher
- 1981 : La Gueule du loup de Michel Léviant : Marie
- 1982 : Josepha de Christopher Frank : Josépha Manet
- 1982 : Guy de Maupassant de Michel Drach : Gisèle d'Estoc
- 1983 : Coup de foudre de Diane Kurys : Madeleine
- 1983 : Attention, une femme peut en cacher une autre ! de Georges Lautner : Alice
- 1984 : Blanche et Marie de Jacques Renard : Blanche
- 1984 : Canicule de Yves Boisset : Jessica
- 1984 : Le Vol du Sphinx de Laurent Ferrier : Laura
- 1986 : Tenue de soirée de Bertrand Blier : Monique
- 1988 : Un vrai bonheur, le film de Jean-Marie Cornille (court-métrage)
- 1988 : Les Portes tournantes de Francis Mankiewicz : Lauda
- 1988 : La Lectrice de Michel Deville : Constance/Marie

#### Années 1990
- 1990 : Milou en mai de Louis Malle : Camille
- 1991 : Netchaïev est de retour de Jacques Deray : Brigitte
- 1991 : La Totale ! de Claude Zidi : Hélène Voisin
- 1992 : Le Bal des casse-pieds d'Yves Robert : Louise Sherry
- 1992 : Patrick Dewaere, documentaire de Marc Esposito
- 1993 : Tango de Patrice Leconte : Marie
- 1993 : Germinal de Claude Berri : Maheude
- 1994 : Montparnasse-Pondichéry d'Yves Robert : Julie
- 1994 : Un Indien dans la ville d'Hervé Palud : Patricia
- 1996 : Ma femme me quitte de Didier Kaminka : Joanna Martin
- 1996 : Le Huitième Jour de Jaco Van Dormael : Julie
- 1997 : Nettoyage à sec d'Anne Fontaine : Nicole Kunstler
- 1997 : Elles de Luís Galvão Teles (pt) : Eva
- 1998 : Hors jeu de Karim Dridi : elle-même

#### Années 2000

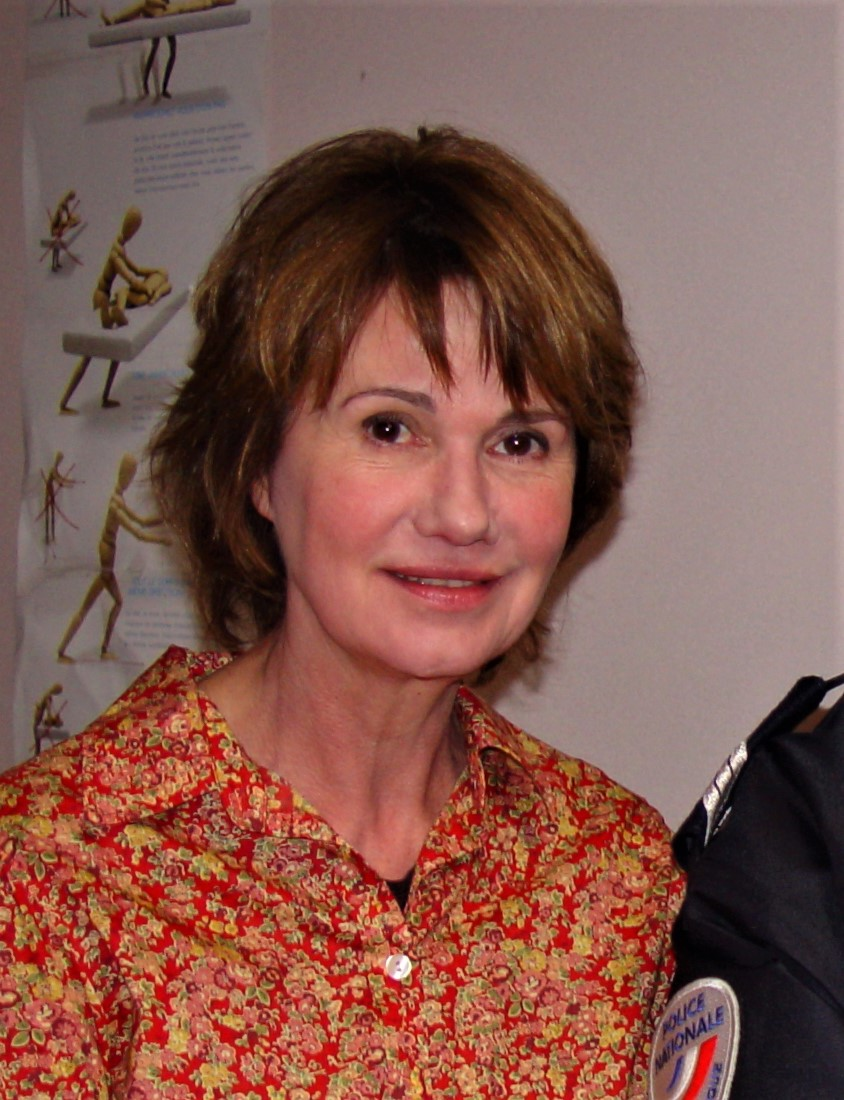
Miou-Miou en 2008 sur le tournage de Pour un fils.

- 2000 : Pour une fois de Jérôme Bonnell (court-métrage)
- 2000 : Tout va bien, on s'en va de Claude Mouriéras : Laure
- 2004 : Folle Embellie de Dominique Cabrera : Alida
- 2004 : Mariages ! de Valérie Guignabodet : Gabrielle
- 2004 : L'Après-midi de monsieur Andesmas de Michelle Porte : la femme de Michel Arc
- 2005 : L'un reste, l'autre part de Claude Berri : Anne-Marie
- 2005 : Riviera d'Anne Villacèque : Antoinette
- 2005 : Les Murs porteurs de Cyril Gelblat : Judith Rosenfeld
- 2006 : Avril de Gérald Hustache-Mathieu : sœur Bernadette
- 2006 : La Science des rêves de Michel Gondry : Christine Miroux
- 2006 : Le Héros de la famille de Thierry Klifa : Simone Garcia
- 2008 : Le Grand Alibi de Pascal Bonitzer : Éliane Pages
- 2008 : Affaire de famille de Claus Drexel : Laure Guignebont
- 2008 : Mia et le Migou de Jacques-Rémy Girerd : Juliette (voix)
- 2009 : Pour un fils de Alix de Maistre : Catherine
- 2009 : Le Concert de Radu Mihaileanu : Guylène de la Rivière
- 2009 : Une petite zone de turbulences de Alfred Lot : Anne

#### Années 2010
- 2012 : Bienvenue parmi nous de Jean Becker : Alice
- 2012 : Quand je serai petit de Jean-Paul Rouve : Jacqueline
- 2012 : Avanti d'Emmanuelle Antille : Catherine
- 2012 : Populaire de Régis Roinsard : Madeleine Échard
- 2013 : Arrêtez-moi de Jean-Paul Lilienfeld : Pontoise
- 2013 : Bob et les Sex Pistaches de Yves Matthey
- 2013 : Landes de François-Xavier Vives : Madelaine
- 2018 : La Monnaie de leur pièce d'Anne Le Ny : Brigitte
- 2018 : Larguées d'Éloïse Lang : Françoise
- 2018 : Pupille de Jeanne Herry : Irène

#### Années 2020
- 2020 : Belle Fille de Méliane Marcaggi : Andréa
- 2021 : Le Dernier Mercenaire de David Charhon : Marguerite
- 2022 : Murder Party de Nicolas Pleskof : Joséphine Daguerre
- 2022 : Maestro(s) de Bruno Chiche : Hélène Dumar
- 2023 : Je verrai toujours vos visages de Jeanne Herry : Sabine
- 2025 : Belladone d'Alanté Kavaïté : Anna

### Télévision

#### Téléfilms
- 1985 : Une vie comme je veux de Jean-Jacques Goron : Laurence
- 1988 : L'Argent de Jacques Rouffio : Caroline Hamelin
- 1994 : Une femme dans la tourmente de Serge Moati : Michèle Rouannet
- 1995 : Une page d'amour de Serge Moati : Hélène
- 2001 : Agathe et le Grand Magasin de Bertrand Arthuys : Agathe
- 2003 : Ambre a disparu de Denys Granier-Deferre : Eva Lorca
- 2009 : Petites vacances à Knokke-le-Zoute de Yves Matthey : Micheline
- 2011 : Le Grand Restaurant 2 de Gérard Pullicino : l'adepte de monogamie
- 2011 : Le Choix d'Adèle de Olivier Guignard : Adèle
- 2023 : Constance aux enfers de Gaël Morel : Constance
- 2023 : Flash(s) de Christophe Douchand : Claire Morvan
- 2023 : L'Incroyable Embouteillage de David Charhon : Chantal
- 2025 : Double Vue de Christophe Douchand : Claire Morvan

#### Séries télévisées
- 2017 : L'Art du crime de Charlotte Brändström : Catherine Dutilleul
- 2021 : Nona et ses filles de Valérie Donzelli : Élisabeth Perrier dite Nona

## Distinctions
Sauf indication contraire, les informations mentionnées dans cette section peuvent être confirmées par la base de données cinématographiques IMDb,  présente dans la section « Liens externes ».

### Récompenses
- César 1980 : meilleure actrice pour La Dérobade[13]
- Lumières 1998 : meilleure actrice pour Nettoyage à sec

### Nominations
- César 1977 : meilleure actrice pour F… comme Fairbanks
- César 1978 : meilleure actrice pour Dites-lui que je l'aime
- César 1983 : meilleure actrice pour Josepha
- César 1984 : meilleure actrice pour Coup de foudre
- César 1987 : meilleure actrice pour Tenue de soirée
- César 1989 : meilleure actrice pour La Lectrice
- Prix Génie 1989 : meilleure actrice dans un second rôle pour Les Portes tournantes
- David di Donatello 1990 : meilleure actrice étrangère pour Milou en mai
- César 1991 : meilleure actrice pour Milou en mai
- César 1994 : meilleure actrice pour Germinal
- César 1998 : meilleure actrice pour Nettoyage à sec
- César 2024 : meilleure actrice dans un second rôle pour Je verrai toujours vos visages